# جو-آن: روح سفید
جو-آن: روح سفید (انگلیسی: Ju-On: White Ghost) فیلمی در ژانر وحشت روان‌شناختی و فراطبیعی است که در سال ۲۰۰۹ منتشر شد. از بازیگران آن می‌توان به میهیریو و هیروکی سوزوکی اشاره کرد.

## خلاصه داستان
«آکین» شروع به رویت و تصور یک روح زن، که همان کلاه زرد و کیف قرمزی که آکین در دوران مدرسه تنش می‌کرد را می‌کند …